# Embalse de El Grado
El embalse de El Grado se localiza en las inmediaciones del municipio oscense de El Grado (España), aguas abajo del embalse de Mediano. La construcción de la presa se concluyó en 1969, represando las aguas del río Cinca junto al pueblo de El Grado. Se trata de una presa de gravedad que ocupa una superficie de 1273 hectáreas embalsando una capacidad máxima de 400 Hm³. En él se origina el canal del Cinca que forma parte del sistema de riegos del Alto Aragón, y sus aguas se aprovechan, además, para la generación de energía hidroeléctrica.  Está destinado primordialmente a regar las tierras de la zona, y en segundo lugar a la producción de energía eléctrica. El embalse de El Grado está gestionado por la Confederación Hidrográfica del Ebro (CHE).

## Buceo
En este enclave se celebran tradicionalmente diversas pruebas de la modalidad de orientación subacuática organizadas por la Federación Aragonesa de Actividades Subacuáticas (FARAS). Este embalse es, así mismo, uno de los lugares donde se vienen realizando desde hace lustros las maniobras subacuáticas de la Sección de Actividades Anfibias (SAA) y del Regimiento de Pontoneros ubicado en Monzalbarba (Zaragoza).